# Bodo Schmidt
Bodo Schmidt (ur. 3 września 1967) – niemiecki piłkarz. Występował na pozycji obrońcy. Obecnie trener amatorskiego SV Frisia 03 Risum-Lindholm.

## Kariera
Schmidt jako junior grał w drużynach TSV Rot-Weiß Niebüll oraz TSB Flensburg. W 1989 roku trafił do drugoligowego SpVgg Unterhaching. Regularnie grywał tam w pierwszym zespole, ale na zakończenie sezonu uplasował się z klubem na ostatnim miejscu w lidze i został zdegradowany do trzeciej ligi. W 1991 przeniósł się do Borussii Dortmund, grającej w ekstraklasie. W barwach nowego zespołu zadebiutował 3 sierpnia 1991 w ligowym meczu z Karlsruher SC, zremisowanym 2-2. Natomiast pierwszego gola w Bundeslidze strzelił 28 sierpnia 1991 w wygranym przez jego zespół 4-0 ligowym pojedynku z Dynamem Drezno. Przez cały sezon 1991/92 w lidze rozegrał trzynaście spotkań i zdobył jedną bramkę, a jego zespół został wicemistrzem Niemiec. Od początku następnego sezonu był już podstawowym zawodnikiem składu Borussen. W 1993 roku dotarł z klubem do finału Pucharu UEFA, gdzie ulegli w dwumeczu 1-6 Juventusowi. W 1995 i 1996 sięgał z Borussią po mistrzostwo Niemiec.
W 1996 roku odszedł do innego pierwszoligowca - 1. FC Köln. Pierwszy występ zanotował tam 18 sierpnia 1996 w wygranym przez jego drużynę 3-0 ligowym spotkaniu z Fortuną Düsseldorf. Szybko wywalczył tam sobie miejsce w wyjściowej jedenastce i w ciągu dwóch sezonów zagrał tam 64 razy i zdobył jedną bramkę. W 1998 roku po spadku jego klubu do drugiej ligi, odszedł z zespołu.
Został zawodnikiem 1. FC Magdeburga, grającego w jednej z niższych klas rozgrywkowych Niemiec. Później grał w amatorskim SpVgg Flensburg 08, a w 2005 roku zakończył karierę.
Po zakończeniu kariery został trenerem. W latach 2005-2007 był szkoleniowcem amatorskiego SpVgg Flensburg 08, a od 2007 trenuje SV Frisia 03 Risum-Lindholm.